# Traboch
Traboch é um município da Áustria, situado no distrito de Leoben, na estado da Estíria. Tem 12,49 km² de área e sua população em 2019 foi estimada em 1.401 habitantes.